# Six Degrees of Inner Turbulence (canción)
«Six Degrees of Inner Turbulence» es un medley y la sexta canción y la que da el nombre al sexto álbum escrito y realizado por la banda de metal progresivo Dream Theater. Aunque la canción está separada en ocho movimientos (ver abajo), el tema en sí es una canción de 42 minutos y ocupa todo el segundo CD del álbum. El tema nació cuando el teclista de la banda Jordan Rudess escribió lo que se convertiría en la sección "Overture" de la canción, y la banda tomó diferentes melodías e ideas contenidas en esta sección y las expandió en capítulos de la obra completa. La canción explora las historias de seis individuos que tienen diversas enfermedades y condiciones mentales. Particularmente se representan el trastorno bipolar, trastorno por estrés postraumático, esquizofrenia, trastorno del espectro autista, depresión postparto y trastorno de identidad disociativo.
Ésta es la canción más larga que Dream Theater ha compuesto, con una duración de 42 minutos. Esta canción ha sido comparada con 2112 de Rush, pues Rush es una de las mayores influencias de Dream Theater. También, ambas canciones abren con una Obertura y terminan con una sección llamada Grand Finale.
La canción fue tocada completamente en el álbum Score, con la "Orquesta de Octavarium" interpretando Overture y apoyando en el resto de la obra, excepto en The Test that Stumped Them All.

## Lista de canciones
A fin de aliviar el desplazamiento por la canción, Mike Portnoy ha decidido separarla en ocho partes diferentes, cada una con su estilo distintivo.
- I. Overture – 6:50 (Dream Theater, instrumental)
- II. About To Crash – 5:51 (Dream Theater, Petrucci)
- III. War Inside My Head – 2:08 (Dream Theater, Portnoy)
- IV. The Test That Stumped Them All – 5:03 (Dream Theater, Portnoy)
- V. Goodnight Kiss – 6:17 (Dream Theater, Portnoy)
- VI. Solitary Shell – 5:48 (Dream Theater, Petrucci)
- VII. About To Crash (Reprise) – 4:05 (Dream Theater, Petrucci)
- VIII. Losing Time/Grand Finale – 6:01 (Dream Theater, Petrucci)

## Análisis de la canción
Las letras de la canción nunca se quedan en un objeto particular, sino que describen a cada una de las seis personas (llamadas los Seis Grados [Six Degrees]) a su vez. Cada una de estas personas sufre una enfermedad mental o tiene una condición mental, y los males y condiciones son descritas en las letras. El primer movimiento, Overture, es un instrumental, lo que significa que no describe ninguna de estas enfermedades, y las letras del séptimo movimiento, About To Crash (Reprise), describen a la misma persona del segundo movimiento, About to Crash, pero desde otro punto de vista (ver el análisis abajo).

### Grado 1
- II: About To Crash
- VII: About To Crash (Reprise)

Las letras hablan de una joven (Grado 1) quien tiene una de las más conocidas enfermedades mentales: trastorno bipolar (antes llamada maníaco-depresión). Con esta enfermedad, el paciente sufre de episodios maníacos (e.g. "She can't stop pacing, she never felt so alive" = "No puede dejar de pasearse, nunca se sintió tan viva") alternados con choques depresivos (e.g. "Then one day, she woke up to find, the perfect girl, had lost her mind" = "Entonces un día, se despertó para encontrar, que la niña perfecta, había perdido la razón"). La manía bipolar a menudo envuelve energía realzada, lluvia de ideas ("Her thoughts are racing, set on overdrive." = "Sus pensamientos hacen carrera, trabajando en exceso."). Los maníacos a menudo trabajarán por horas hasta el punto del cansancio y negarán sus otras labores para atender a cualquier meta que se hayan propuesto ("They're expecting her, but she's got work to do." = "La están esperando, pero tiene trabajo que hacer").
Los bipolares tienden a empeorar cuando la enfermedad no es tratada, y su padre/esposo/novio, presumiblemente, ha visto esto ("I've never seen her get this bad" = "Nunca la había visto tan mal").
Otra interpretación es que el hombre que observa su trabajo es su marido y que la referencia a la niñez en el segundo verso es sólo un flashback de cómo las cosas empezaron. Esto se apoya en el cambió de tiempo verbal así como el cambio musical del presente al pasado. Muy a menudo, los bipolares experimentarán un episodio maníaco que luego proseguirá inmediatamente a un episodio depresivo ("Then one day, she woke up to find, the perfect girl had lost her mind... once barely taking a break, now she sleeps the day away." = "Entonces un día, se despertó para encontrar, que la niña perfecta había perdido la razón... una vez apenas tomaba un descanso, ahora duerme todo el día.").
Más tarde, About To Crash (Reprise) vuelve al Grado 1 donde su historia se detuvo. Esta vez la canción es cantada desde su punto de vista y describe su paso por otro episodio hipomaníaco ("I'm invincible, despair will never find me" = "Soy invencible, la desesperación nunca me encontrará"). Luego se da cuenta de que ella saldrá de esto para tener otro episodio maníaco-depresivo ("And when I fall out of the sky, who'll be standing by?" = "Y cuando caigo del cielo, ¿quién estará dispuesto a ayudar?"). Las letras aquí posiblemente muestran que la bipolaridad está mejorando mientras los pacientes tienden a volverse más conscientes del síndrome cuando empiezan a sentirse más como ellos mismos.

### Grado 2
- III: War Inside My Head

El Grado 2 sufre de trastorno por estrés postraumático, como algunos soldados luego de la guerra. Las letras muestran que él sirvió en Vietnam ("napalm showers" = "chaparrones de napalm"). El coro revela que tiene flashbacks ("Hearing voices from miles away... Waging a war inside my head" = "Oyendo voces de muy lejos... Conduciendo una guerra dentro de mi cabeza"), y está bajo la impresión de que aún sigue en Vietnam. El segundo verso implica que tal vez tenga la condición indefinidamente ("Trading innocence for permanent psychotic hell" = "Cambiando inocencia por un permanente infierno psicótico"). Durante el coro final, se revela que su ansiedad se ha vuelto más pronunciada ("Tasting danger with each word I say" = "Saboreando el peligro con cada palabra que digo").

### Grado 3
- IV: The Test That Stumped Them All

El Grado 3 está sufriendo de esquizofrenia ("He lives in a world of fiction" = "Él vive en un mundo de ficción"). Los esquizofrénicos sufren de una variedad de síntomas que son tocados en la letra. Algunos versos incluyen referencias a delirios y al hecho de que él "vive en un mundo de ficción". "Intro tape begins to roll...igniting sonic rage" ("La cinta del intro comienza a girar... encendiendo una furia sónica") se refiere al hecho de que los esquizofrénicos tienen tendencia a alucinaciones auditivas, especialmente alucinaciones de orden que le dicen a la persona qué hacer, incluso al punto de suicidarse ("To save him from himself" = "Para salvarlo de sí mismo").
Desafortunadamente, no hay "cura" para la esquizofrenia ("Counseling and therapy providing not a clue" = "Consuelo y terapia no dieron ni una pista") y muy poca información se tiene de su causa (de ahí el nombre "The Test That Stumped Them All" = "La Prueba que los Dejó a Todos Perplejos"). Sin embargo, hay tratamientos con una variedad de medicamentos anti-psicóticos ("Pills, red, pink and blue" = "Píldoras, rojas, rosadas y azules"). Hace décadas, solía haber un método prevalente de tratar este desorden con tratamiento de shocks y los "doctores" sugieren esto en la letra.

### Grado 4
- V: Goodnight Kiss

Aquí se habla de una madre (Grado 4) que ha perdido a su hijo, de una u otra forma, y sufre de depresión postparto ("Are you lonely without Mommy's love?" = "¿Estás triste sin el amor de Mamá?"). También hay evidencia del niño siendo hospitalizado en algún punto, y tal vez le fue quitado a la madre o murió durante el nacimiento, pero la madre cree que fue culpa de los doctores ("Those bastard doctors are gonna pay" = "Esos bastardos doctores van a pagar"). Un monitor del corazón y un bebé llorando pueden escucharse en la última parte del tema, sugiriendo un problema médico del bebé, y la risa de un doctor, junto con el llanto de la madre.

### Grado 5
- VI: Solitary Shell

Referida como el Grado 5, esta persona tiene un trastorno del espectro autista. Esto se explica en el segundo verso ("and steadily he would decline into his solitary shell" = "y firmemente él caería a su solitario caparazón"), mostrando que los síntomas han declinado gradualmente. La letra nos dice que él era bastante normal ("He learned to walk and talk on time, but never cared much to be held" = "Él aprendió a caminar y a hablar a tiempo, pero nunca le importó ser sostenido"), sin embargo, él desarrolló la tendencia que las personas con trastorno del espectro autista sufren, que es el retiro del contacto social (el título, "Solitary Shell" [Caparazón Solitario], muestra que él es bastante reclusivo). El autismo se muestra en una serie de exabruptos inesperados ("A Monday-morning lunatic, disturbed from time to time" = "Un lunático de un Lunes en la mañana, alterado de tanto en tanto"), y cuando las cosas tal vez no van bien ("A temporary, catatonic, madman on occasions" = "Un temporal, catatónico, loco en ocasiones"). Pero otro síntoma aparece, ("He poured himself onto the page, writing for hours at a time" = "Se vertió a sí mismo en la página, escribiendo por horas sin parar"), y esto muestra el aspecto de la concentración del autismo. Las letras terminan con una plegaria por aceptación social de un par o un afín ("When will he be let out of his solitary shell?" = "¿Cuándo saldrá de su solitario caparazón?"), mostrando que tal vez se le ruega a un poder superior para salvar al paciente.

### Grado 6
- VIII: Losing Time

El último Grado sufre de trastorno de identidad disociativo, antes llamado Trastorno de Personalidad Múltiple. Las letras dicen al oyente que ella no tiene muchos amigos ("She never wears makeup, but no-one would care if she did anyway" = "Ella nunca usa maquillaje, pero a nadie le importaría si lo usara"). Esto es probablemente causado por tener su vida dividida entre múltiples personalidades. Los resultados de su relativa amnesia dicen que es causada por su inhabilidad de seguir el curso de su vida entre sus múltiples personalidades ("She doesn't recall yesterday, faces seem twisted and strange" = "Ella no recuerda el ayer, las caras parecen torcidas y extrañas"). El título "Losing Time" (Perdiendo Tiempo) se refiere al hecho de que ella no está viviendo partes de su vida debido al trastorno de identidad disociativo, lo que implica que ella, a su vez, está "perdiendo tiempo". Pero ella tiene algún alivio; parece que al soñar despierta ("She learned to detach from herself, a behavior that kept her alive" = "Ella aprendió a desconectarse de sí misma, un comportamiento que la mantiene viva") ella encontró una forma de aliviar el dolor.

#### Final
En esta sección, las letras aconsejan al lector a ser más comprensivo con la gente que posee estas y otras enfermedades o condiciones similares, y a aceptarlas como son. Esta sección, en la cual los Grados descritos en la canción son resumidos en seis líneas, es similar a la sección "Intervals" en la canción Octavarium:
Deception of fame (Delirio de fama) — Grado 3: The Test That Stumped Them All
Vengeance of war (Venganza de guerra) — Grado 2: War Inside My Head
Lives torn apart (La vida se destroza) — Grado 4: Goodnight Kiss
Losing oneself (Perdiéndose a sí mismo) — Grado 6: Losing Time
Spiraling down (Cayendo en espiral) — Grado 1: About to Crash
Feeling the walls closing in (Sintiendo que las paredes se cierran) — Grado 5: Solitary Shell
Grand Finale termina con un relleno de la batería y un gong del padre de Mike Portnoy mientras el acorde final se desvanece durante el minuto y 45 segundos restantes. El acorde final es el mismo acorde con que comienza As I Am, la primera canción del siguiente álbum Train Of Thought, lo que demuestra un ejemplo de la continuidad entre los álbumes de Dream Theater.

## Intérpretes
- James LaBrie – Voz
- John Myung – Bajo
- John Petrucci – Guitarras, coros
- Mike Portnoy – Batería, coros
- Jordan Rudess – Teclados

- Datos: Q2547237